# Gallspach
Gallspach es una localidad del distrito de Grieskirchen, en el estado de la Alta Austria, Austria, con una población estimada en 2772 habitantes a principios del año 2018. 
Se encuentra ubicada en la zona centro-oeste del estado, a poca distancia al sur del río Danubio y al oeste de Linz, la capital del estado.

## Comunidades vecinas
Grieskirchen, Kematen am Innbach, Meggenhofen, Sankt Georgen, Schluesslberg

## Historia
La colonización comenzó presumiblemente en el siglo X. Ya en 1108 un caballero se autodenominó de Gallspach en referencia a su lugar de residencia. Hasta 1180 Gallspach formó parte del Ducado de Baviera, posteriormente del Ducado de Styria y, desde 1254, del Ducado de Austria que hasta 1806 formaron parte del Sacro Imperio Romano Germánico. Como resultado del acuerdo de Schoenbrunn, Gallspach cayó bajo dominio francés en 1809, y de 1810 a 1816 gran parte de la comunidad lo hizo bajo el dominio del Reino de Baviera. Entre 1343 y 1344 la parroquia fue fundada por Eberhard de Walsee. En 1439 Gallspach obtuvo del Rey Albrecht II de Alemania el derecho a tener un mercado semanal a celebrar cada miércoles, derecho ratificado por el Emperador Federico III de Alemania en 1442. En el siglo XVI Gallspach se convirtió en un centro de protestantismo, apoyado por la familia Geymann (o Geumann), propietarios de Gallspach desde 1354 a 1633. En los siglos XVIII y XIX muchos tejedores y vendedores ambulantes de mercería se establecieron en Gallspach. Desde 1920 Gallspach se convirtió en un conocido centro de salud (Institut Zeileis) con incorporación de un manantial termal desde 1992.

## Monumentos
- Castillo: rodeado de agua, fue mencionado por primera vez en 1343. El edificio actual, con su llamativa gran torre redonda, data de los siglos XVI al XVIII.
- Iglesia Parroquial Santa Catalina: conocida antes de 1638 como Iglesia de San Bartolomeo, fue mencionada por primera vez en 1343. Contiene epitafios de los siglos XIV al XIX y cuenta con una nueva nave construida en 2005.
- Pilar barroco de Santa María: data del siglo XVII.

## Personalidades relacionadas con Gallspach
- Johann (Hans) Geumann (alrededor de 1455-1533), líder de la Orden de Caballeros San Jorge, con cuartel general en Millstatt/Carintia.
- Johann Georg Adam, barón de Hoheneck (1669-1754), historiador y genealogista.
- Dr. Josef Starzengruber (1806-1877), médico, fundador del balneario Bad Hall en la Alta Austria.
- Dr. Matthias Friedwagner (1861-1940), catedrático de filología romance; de 1900 a 1911 en la Universidad de Czernowitz, de 1912 a 1928 en la Universidad Fránkfort del Meno.
- Valentin Zeileis (1873-1939), fundador del Instituto Electrofísica (centro de salud y terapia) en Gallspach.
- Erwin Burgstaller (1962), escultor.

## Literatura
- Wolfgang Perr: Crónica de la comunidad en cuatro volúmenes en idioma alemán (Gemeindechronik von Gallspach in 4 Baenden). Bad Ischl 2014. Update 6/2023.  Volumen 1: Señorío (Geschichte der Herrschaft Gallspach), Volumen 2: Parroquia (Pfarrgeschichte), Volumen 3: Municipio y alrededores (Markt und Umland von den Anfängen bis 1914), Volumen 4: Municipio y alrededores (Markt und Umland 1914–2014) auf dropbox.com.